# Торуньский союзный договор
Торуньский союзный договор 1709 года — комплект из двух договоров, заключённых 9 (20) октября 1709 года (10 октября по шведскому календарю) между Россией и Саксонией и подписанных Петром I и Августом II в польском городе Торунь. Договорами возобновлялся союз данных государств.

## Предшествующие события
Военные успехи шведов против Августа II привели к тому, что последний был вынужден уступить польский престол и выйти из войны, заключив Альтранштедтский мир с Карлом XII в 1706 году. Разгром русскими войсками шведов под Полтавой привёл к резкому повороту в ходе всей Северной войны. Прежние союзники России, Дания и Саксония, разбитые до этого Карлом XII, торопились вновь вступить в борьбу, чтобы использовать выгодную обстановку, создавшуюся в результате побед русского оружия.
26 июля 1709 года в Потсдаме был подписан союзный договор между Саксонией, Данией и Пруссией, направленный против Швеции. В июле русский посланник при прусском дворе фон дер Лит прибыл по поручению Петра в Дрезден и подписал 6 августа 1709 года с саксонскими министрами договор о возобновлении союза между Россией и Саксонией против Швеции и Польши, предводимой Станиславом Лещинским. Пётр обязался содействовать восстановлению Августа II на польском престоле, помогая ему армией и деньгами.
В сентябре 1709 года в Люблине от имени русского царя был издан манифест с предложением противникам Августа II принести ему присягу в верности.

## Условия договора
В октябре 1709 года Пётр прибыл в Торунь, где встретился с Августом II на переговорах, в результате которых были подписаны два документа.
Первый из договоров провозглашал восстановленным оборонительный и наступательный союз против Швеции. Обе стороны согласились способствовать привлечению к этому союзу Пруссии и Дании, а также Речи Посполитой. Пётр обязался содействовать Августу в восстановлении его на польском престоле и предоставить в его распоряжение вспомогательное войско. «Забывалась» выдача Августом II шведам Паткуля, и его казнь ими.
Второй договор, фигурировавший под названием «Особливого секретного артикула», уточнял предполагаемые территориальные приобретения сторон. Лифляндию должен был получить Август II, Эстляндия же предназначалась России. Все договоры, заключённые ранее относительно этих двух провинций, признавались утратившими силу.
21 октября был также подписан трактат между Россией, Саксонией, Данией и Пруссией о присоединении России к Кёльнскому договору 15 июля 1709 года.

## Последствия
По итогам договора фактически снова образовалась союзническая коалиция, с присоединением к последней и Пруссии, что позволяло не только продолжить войну, но и вселить веру в успех всего предприятия. Фиксирование прав России на Эстляндию, ранее предназначавшуюся Августу II, также отражало возросший военный и внешнеполитический престиж России.